# Ceyx
Ceyx – rodzaj ptaków z podrodziny zimorodków (Alcedininae) w obrębie rodziny zimorodkowatych (Alcedinidae).

## Rozmieszczenie geograficzne
Rodzaj obejmuje gatunki występujące w Azji, Australii i Oceanii.

## Morfologia
Długość ciała 11–22 cm; masa ciała samic 10–67 g, samców 10–57 g.

## Systematyka
Rodzaj zdefiniował w 1799 roku francuski przyrodnik Bernard Germain de Lacépède w publikacji własnego autorstwa poświęconej systematyce ptaków. Gatunkiem typowym jest (oznaczenie monotypowe) zimorodek orientalny (C. erithaca).

### Etymologia
- Ceyx: łac. ceyx, ceycis ‘morski ptak’ różnie identyfikowany, od gr. κηυξ kēux, κηυκος kēukos ‘morski ptak’ wspomniany przez Dionizjusza oraz Lukiana i uznawany za identyczny z Halcyon. W mitologii greckiej Ceyx (pol. Keyks) był bluźnierczym mężem Alcyone (pol. Alkione), utonął w morzu i został przemieniony w zimorodka wraz z jego opuszczoną żoną, gdy ta odkryła jego ciało wyrzucone na brzeg[9].
- Alcyone: w mitologii greckiej Alcyone (pol. Alkione) to żona Ceyxa (pol. Keyks), która wraz z mężem została przemieniona w zimorodka[10]. Gatunek typowy (oznaczenie monotypowe): Alcyone australis Swainson, 1837 (= Alcedo azurea Latham, 1801).
- Therosa: gr. θερος theros ‘lato’[11]. Gatunek typowy (późniejsze oznaczenie)[12]: Ceyx solitaria[a] Temminck, 1836.
- Ceycopsis: rodzaj Ceyx Lacépède, 1799 (zimorodek); gr. οψις opsis ‘wygląd’[13]. Gatunek typowy (oznaczenie monotypowe): Dacelo fallax Schlegel, 1886.
- Micralcyone: gr. μικρος mikros ‘mały’; rodzaj Alcyone Swainson, 1837 (zimorodek)[14]. Gatunek typowy (oryginalne oznaczenie): Alcyone pusilla halli Mathews, 1912.
- Cyanoceyx: gr. κυανος kuanos ‘ciemnoniebieski’; rodzaj Ceyx Lacépède, 1799 (zimorodek)[15]. Gatunek typowy (oryginalne oznaczenie): Ceyx lepidus Temminck, 1836.
- Ceycalcyon: zbitka wyrazowa nazw rodzajów: Ceyx Lacépède, 1799 (zimorodek) oraz Alcyone Swainson, 1837 (zimorodek)[16]. Gatunek typowy (oryginalne oznaczenie): Ceyx cyanopectus Lafresnaye, 1840.
- Argyroceyx: gr. αργυρος arguros ‘srebrny’, od αργος argos ‘lśniący, błyszczący’; rodzaj Ceyx Lacépède, 1799 (zimorodek)[17]. Gatunek typowy (oryginalne oznaczenie): Ceyx argentatus Tweeddale, 1877.

### Podział systematyczny
Do rodzaju należą następujące gatunki:

- Ceyx sangirensis (A.B. Meyer & Wiglesworth, 1898) – zimorodek fioletoworzytny
- Ceyx fallax (Schlegel, 1866) – zimorodek pąsowy
- Ceyx pusillus Temminck, 1836 – zimorodek białoczelny
- Ceyx azureus (Latham, 1801) – zimorodek lazurowy
- Ceyx websteri (E. Hartert, 1898) – zimorodek atolowy
- Ceyx erithaca (Linnaeus, 1758) – zimorodek orientalny
- Ceyx rufidorsa Strickland, 1847 – zimorodek rdzawogrzbiety
- Ceyx melanurus (Kaup, 1848) – zimorodek filipiński
- Ceyx cyanopectus Lafresnaye, 1840 – zimorodek obrożny
- Ceyx nigrirostris Bourns & Worcester, 1894 – zimorodek przepasany
- Ceyx flumenicola Steere, 1890 – zimorodek potokowy
- Ceyx argentatus Tweeddale, 1877 – zimorodek srebrzysty
- Ceyx margarethae W. Blasius, 1890 – zimorodek niebieskawy
- Ceyx wallacii Sharpe, 1868 – zimorodek sulański
- Ceyx cajeli Wallace, 1863 – zimorodek czarnoskrzydły
- Ceyx lepidus Temminck, 1836 – zimorodek zmienny
- Ceyx solitarius Temminck, 1836 – zimorodek samotny
- Ceyx mulcatus Rothschild & E. Hartert, 1914 – zimorodek rdzawobrzuchy
- Ceyx sacerdotis E.P. Ramsay, 1882 – zimorodek płowobrzuchy
- Ceyx dispar Rothschild & E. Hartert, 1914 – zimorodek koralowy
- Ceyx gentianus Tristram, 1879 – zimorodek biało-niebieski
- Ceyx collectoris Rothschild & E. Hartert, 1901 – zimorodek rdzawouchy
- Ceyx nigromaxilla Rothschild & E. Hartert, 1905 – zimorodek wulkaniczny
- Ceyx malaitae Mayr, 1935 – zimorodek malaitański
- Ceyx meeki Rothschild, 1901 – zimorodek łuskowany